# Morti nel 1975/Gennaio
| Questa pagina contiene informazioni ricavate automaticamente dalle voci biografiche con l'ausilio del template Bio e di un bot. L'aggiornamento è periodico e automatico e ricostruisce completamente la pagina. Se manca una persona in questa lista, sei pregato di non aggiungerla, ma accertati piuttosto che la sua voce biografica contenga il template Bio e che i dati anagrafici siano correttamente compilati. Se il template Bio manca, inseriscilo tu stesso o, in alternativa, metti l'avviso {{tmp\|Bio}} che ne segnala la mancanza. Se i dati riportati sono sbagliati, correggi direttamente la voce biografica; le modifiche saranno visibili in questa lista entro pochi giorni. Per chiarimenti vedi il progetto biografie. La lista contiene solo le 110 persone che sono citate nell'enciclopedia e per le quali è stato implementato correttamente il template Bio. Pagina aggiornata al 3 mar 2024. |

- 1º gennaio - Kalle Anttila, lottatore finlandese (n. 1887)
- 1º gennaio - Giuseppe Bovini, archeologo italiano (n. 1915)
- 1º gennaio - Giuseppe Grigoli, allenatore di calcio e calciatore italiano (n. 1902)
- 1º gennaio - Alfred Lansing, giornalista e saggista statunitense (n. 1921)
- 1º gennaio - Ken Loeffler, allenatore di pallacanestro statunitense (n. 1902)
- 1º gennaio - Mary Meilak, poetessa maltese (n. 1905)
- 1º gennaio - Kyūsaku Ogino, ginecologo giapponese (n. 1882)
- 1º gennaio - Arthur Pierson, regista e attore statunitense (n. 1901)
- 2 gennaio - Robert Fein, sollevatore austriaco (n. 1907)
- 2 gennaio - Theodor Osterkamp, generale e aviatore tedesco (n. 1892)
- 2 gennaio - Carl Silfverstrand, ginnasta, astista e lunghista svedese (n. 1885)
- 3 gennaio - Pierre Collet, calciatore svizzero (n. 1890)
- 3 gennaio - Robert Neumann, letterato e scrittore austriaco (n. 1897)
- 4 gennaio - Angelo Calabretta, vescovo cattolico italiano (n. 1896)
- 4 gennaio - Carlo Levi, scrittore e pittore italiano (n. 1902)
- 4 gennaio - Bob Montana, fumettista statunitense (n. 1920)
- 5 gennaio - Viktor Aničkin, calciatore sovietico (n. 1941)
- 5 gennaio - Gottlob Berger, generale tedesco (n. 1896)
- 5 gennaio - Alfredo Silva Carvallo, avvocato, politico e giornalista cileno (n. 1906)
- 6 gennaio - Noel Madison, attore statunitense (n. 1897)
- 6 gennaio - George R. Price, genetista statunitense (n. 1922)
- 7 gennaio - Newton Cardoso, allenatore di calcio e calciatore brasiliano (n. 1925)
- 7 gennaio - Fritz Erpenbeck, scrittore e attore tedesco (n. 1897)
- 7 gennaio - August Krakau, generale tedesco (n. 1894)
- 7 gennaio - Rudolf Rahn, diplomatico tedesco (n. 1900)
- 7 gennaio - Gyula Seres, calciatore ungherese (n. 1912)
- 8 gennaio - Enzo Barile, compositore italiano (n. 1907)
- 8 gennaio - John Dierkes, attore statunitense (n. 1905)
- 8 gennaio - John Gregson, attore britannico (n. 1919)
- 8 gennaio - Ragnvald Smedvik, arbitro di calcio e calciatore norvegese (n. 1894)
- 8 gennaio - Richard Tucker, tenore statunitense (n. 1913)
- 9 gennaio - Pierre Fresnay, attore francese (n. 1897)
- 9 gennaio - Pëtr Sergeevič Novikov, matematico sovietico (n. 1901)
- 10 gennaio - Giorgio Braccesi, politico italiano (n. 1900)
- 10 gennaio - Nicola Jaeger, giurista e magistrato italiano (n. 1903)
- 11 gennaio - Ferdinando Casardi, ammiraglio e politico italiano (n. 1887)
- 11 gennaio - Gino Doria, giornalista, scrittore e storico italiano (n. 1888)
- 11 gennaio - Max Lorenz, tenore tedesco (n. 1901)
- 11 gennaio - Paul Pierre Méouchi, cardinale e patriarca cattolico libanese (n. 1894)
- 11 gennaio - Giuseppe Piegari, politico italiano (n. 1892)
- 11 gennaio - Hideo Shinojima, calciatore giapponese (n. 1910)
- 12 gennaio - Yves Gandon, scrittore francese (n. 1899)
- 12 gennaio - Mike Moser, cestista canadese (n. 1952)
- 12 gennaio - Concetto Pettinato, giornalista e saggista italiano (n. 1886)
- 13 gennaio - Quirino Armellini, generale italiano (n. 1889)
- 13 gennaio - Tommaso Leonetti, nobile, politico e funzionario italiano (n. 1910)
- 13 gennaio - Luigi Rovigatti, arcivescovo cattolico italiano (n. 1912)
- 13 gennaio - Stith Thompson, etnologo statunitense (n. 1885)
- 14 gennaio - Werner von Rheinbaben, politico, diplomatico e giornalista tedesco (n. 1878)
- 14 gennaio - Umberto Sacripante, attore italiano (n. 1904)
- 14 gennaio - Georgi Trajkov, politico bulgaro (n. 1898)
- 14 gennaio - Josef Vedral, calciatore cecoslovacco (n. 1924)
- 15 gennaio - Eugen Diebold, calciatore svizzero (n. 1907)
- 15 gennaio - Ernest Koliqi, scrittore, poeta e drammaturgo albanese (n. 1903)
- 15 gennaio - Shōjirō Sugimura, calciatore giapponese (n. 1905)
- 16 gennaio - Israel Abramofsky, pittore russo (n. 1888)
- 16 gennaio - Bandō Mitsugorō VIII, attore giapponese (n. 1906)
- 16 gennaio - Antonio Berardi, politico italiano (n. 1894)
- 16 gennaio - Renée Passeur, attrice e cantante francese (n. 1905)
- 16 gennaio - Nazzareno Scattaglia, generale italiano (n. 1887)
- 17 gennaio - Ranuccio Bianchi Bandinelli, archeologo e politico italiano (n. 1900)
- 17 gennaio - Pëtr Ežov, calciatore sovietico (n. 1900)
- 17 gennaio - Curt Hartzell, ginnasta svedese (n. 1891)
- 17 gennaio - Gustavo Rojas Pinilla, politico e generale colombiano (n. 1900)
- 17 gennaio - Georgij Evgen'evič Šilov, matematico sovietico (n. 1917)
- 18 gennaio - Thomas Hart Benton, pittore statunitense (n. 1889)
- 18 gennaio - Gertrude Olmstead, attrice statunitense (n. 1897)
- 18 gennaio - Andrea Parini, scultore, ceramista e incisore italiano (n. 1906)
- 19 gennaio - Antonio Reali, ufficiale e aviatore italiano (n. 1891)
- 20 gennaio - Franz André, direttore d'orchestra e violinista belga (n. 1893)
- 20 gennaio - Antonio Macrì, mafioso italiano (n. 1904)
- 21 gennaio - Mascha Kaléko, poetessa tedesca (n. 1907)
- 21 gennaio - Cesare Mainella, pittore italiano (n. 1885)
- 22 gennaio - Lawrence G. Blochman, scrittore e sceneggiatore statunitense (n. 1900)
- 22 gennaio - Margit Danÿ, schermitrice ungherese (n. 1906)
- 22 gennaio - Paul Montel, matematico francese (n. 1876)
- 22 gennaio - Claire de Castelbajac, restauratrice francese (n. 1953)
- 23 gennaio - Carlo Francesco di Prussia, principe tedesco (n. 1916)
- 23 gennaio - Harold Cassels, hockeista su prato britannico (n. 1898)
- 23 gennaio - Peter Momber, calciatore tedesco (n. 1921)
- 23 gennaio - Howard Somervell, alpinista, chirurgo e pittore inglese (n. 1890)
- 24 gennaio - Larry Fine, attore, violinista e comico statunitense (n. 1902)
- 24 gennaio - Erich Kempka, militare tedesco (n. 1910)
- 24 gennaio - Alpinolo Natucci, matematico italiano (n. 1883)
- 24 gennaio - Carlo Nazzaro, giornalista e scrittore italiano (n. 1887)
- 25 gennaio - Václav Čepelák, calciatore ceco (n. 1915)
- 25 gennaio - Georg Kieninger, scacchista tedesco (n. 1902)
- 25 gennaio - Alberto Spaini, scrittore, giornalista e germanista italiano (n. 1892)
- 26 gennaio - Fausto Ghisalberti, critico letterario, filologo e medievista italiano (n. 1892)
- 26 gennaio - Josef Andreas Jungmann, gesuita e teologo austriaco (n. 1889)
- 26 gennaio - José Antonio Mora, avvocato e diplomatico uruguaiano (n. 1897)
- 26 gennaio - Friedrich-Wilhelm Neumann, generale tedesco (n. 1889)
- 26 gennaio - Ljubov' Petrovna Orlova, attrice e cantante sovietica (n. 1902)
- 26 gennaio - Toti Dal Monte, soprano e attrice italiana (n. 1893)
- 27 gennaio - Mario Consiglio, musicista italiano (n. 1907)
- 27 gennaio - Lorenzo Forteleoni, politico italiano (n. 1912)
- 27 gennaio - Lelio Gelli, scultore italiano (n. 1902)
- 27 gennaio - Bill Walsh, fumettista e sceneggiatore statunitense (n. 1913)
- 28 gennaio - Philip Brocklehurst, militare, geologo e esploratore britannico (n. 1887)
- 28 gennaio - Riccardo Formica, antifascista italiano (n. 1896)
- 28 gennaio - Antonín Novotný, politico ceco (n. 1904)
- 29 gennaio - Edoardo Battaglia, politico e avvocato italiano (n. 1909)
- 29 gennaio - Mary Arnold Prentiss, tennista statunitense (n. 1916)
- 30 gennaio - Boris Blacher, compositore tedesco (n. 1903)
- 30 gennaio - Marc Chadourne, scrittore francese (n. 1895)
- 30 gennaio - Kurt Helbig, sollevatore tedesco (n. 1901)
- 30 gennaio - Franz Josef Huber, militare tedesco (n. 1902)
- 30 gennaio - Charles McIlvaine, canottiere statunitense (n. 1903)
- 31 gennaio - Bernard Fitzalan-Howard, XVI duca di Norfolk, nobile e genealogista inglese (n. 1908)
- 31 gennaio - Don Kaye, editore statunitense (n. 1938)